# Abertura de Guilherme Tell

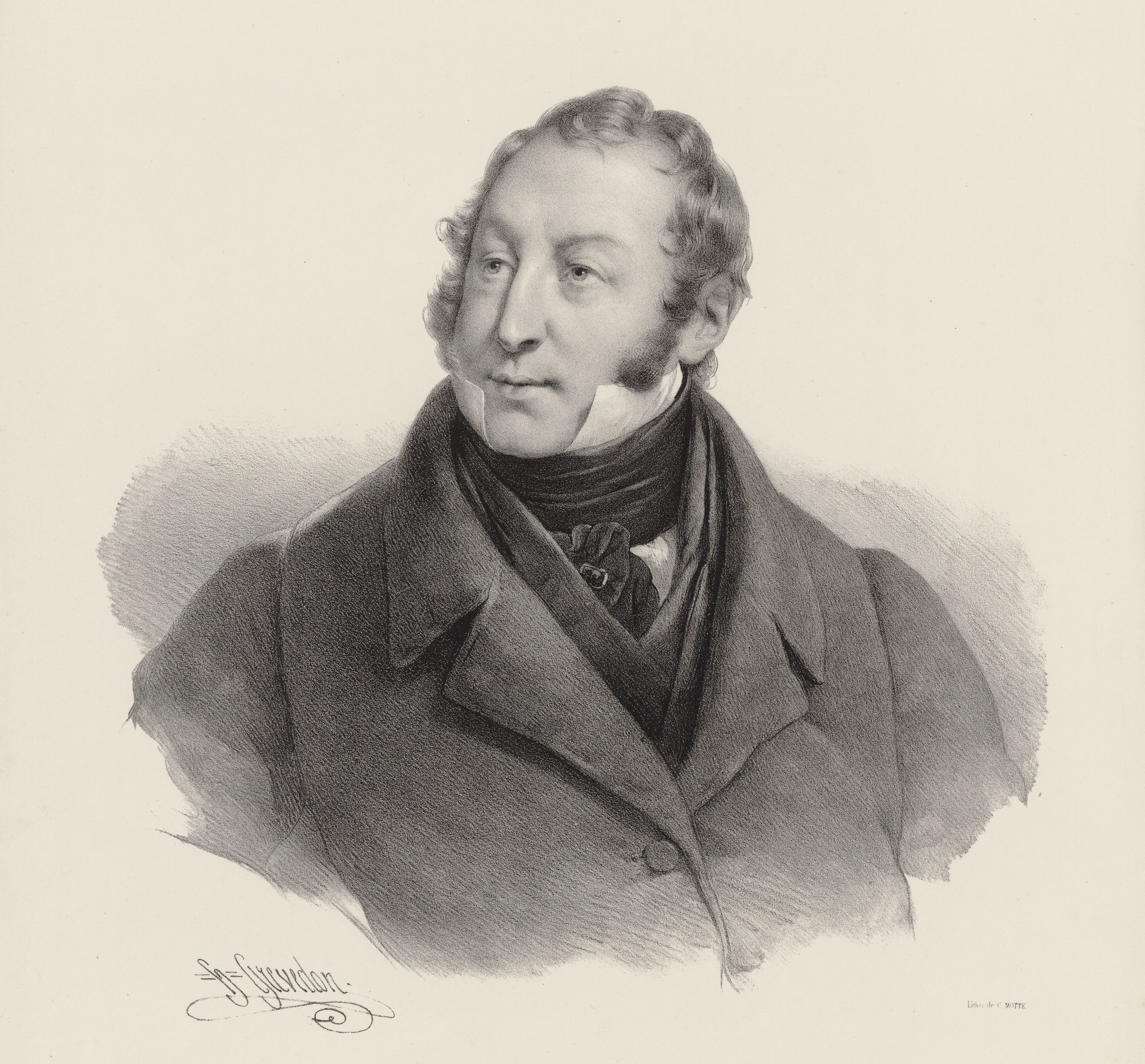
Rossini retratado em 1828, ano em que começou a compor William Tell

A William Tell Overture (abertura de Guilherme Tell) é a abertura da ópera Guilherme Tell (título original em francês Guillaume Tell), cuja música foi composta pelo compositor italiano Gioachino Rossini. William Tell estreou em 1829 e foi a última das 39 óperas de Rossini, depois da qual ele entrou em semi-aposentadoria (ele continuou a compor cantatas, música sacra e secular, música vocal). A abertura faz-se em quatro partes, sem pausa entre elas.
Houve uso repetitivo (e, às vezes, paródias) desta peça de abertura na música clássica e popular, sendo a mais famosa a música tema de The Lone Ranger em rádio, televisão e cinema. Duas partes diferentes também foram usadas, como a música tema para a série de televisão Britânica The Adventures of William Tell, a quarta parte (popularmente identificadas nos EUA com O Lone Ranger) no Reino Unido.
Franz Liszt preparou uma transcrição para piano da abertura em 1838 (S. 552). Há também transcrições por outros compositores, incluindo versões de Louis Gottschalk para dois e quatro pianos, e um dueto de piano e violino.

## Estrutura
A abertura, que dura aproximadamente 12 minutos, pinta um quadro musical da vida nos Alpes Suíços, o cenário da ópera. Ele foi descrito por Hector Berlioz, que normalmente odiava as obras de Rossini, como "uma sinfonia em quatro partes." Mas, ao contrário de uma real sinfonia com seus movimentos distintos, a Abertura transita de um para outro, sem interrupção.